# مقاطعة إنا

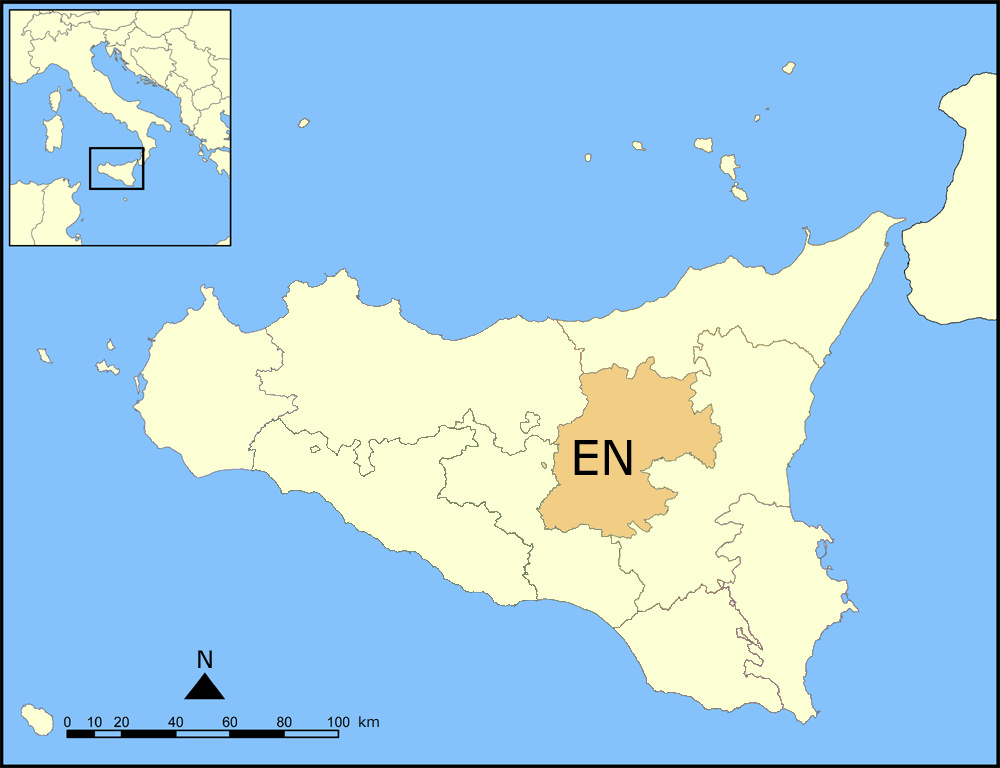
مقاطعة إنا

مقاطعة إنا (بالإيطالية: Provincia di Enna)، هي مقاطعة إيطالية في إقليم صقلية ذاتي الحكم. عاصمتها مدينة إنا.
يبلغ مجموع سكانها 173.682 نسمة. ومساحتها 2562 كيلومتر مربع، وبها 20 بلدية.
و تقع في قلب الجزيرة دون أي منفذ على البحر، تحدها من الشمال مقاطعة مسينة، ومن الغرب مقاطعة باليرمو ومقاطعة قلعة النساء، ومن الشرق مقاطعة قطانية، ومن الجنوب مقاطعتي قلعة النساء وقطانية مرة أخرى.